# San Antonio, Valle de Bravo
San Antonio är en ort i Mexiko.   Den ligger i kommunen Valle de Bravo och delstaten Mexiko, i den södra delen av landet, 110 km väster om huvudstaden Mexico City. San Antonio ligger 1 793 meter över havet och antalet invånare är 127.
Terrängen runt San Antonio är huvudsakligen kuperad. San Antonio ligger nere i en dal. Runt San Antonio är det ganska tätbefolkat, med 116 invånare per kvadratkilometer. Närmaste större samhälle är Ixtapan del Oro, 14,5 km väster om San Antonio. I omgivningarna runt San Antonio växer huvudsakligen savannskog.